# KDevelop

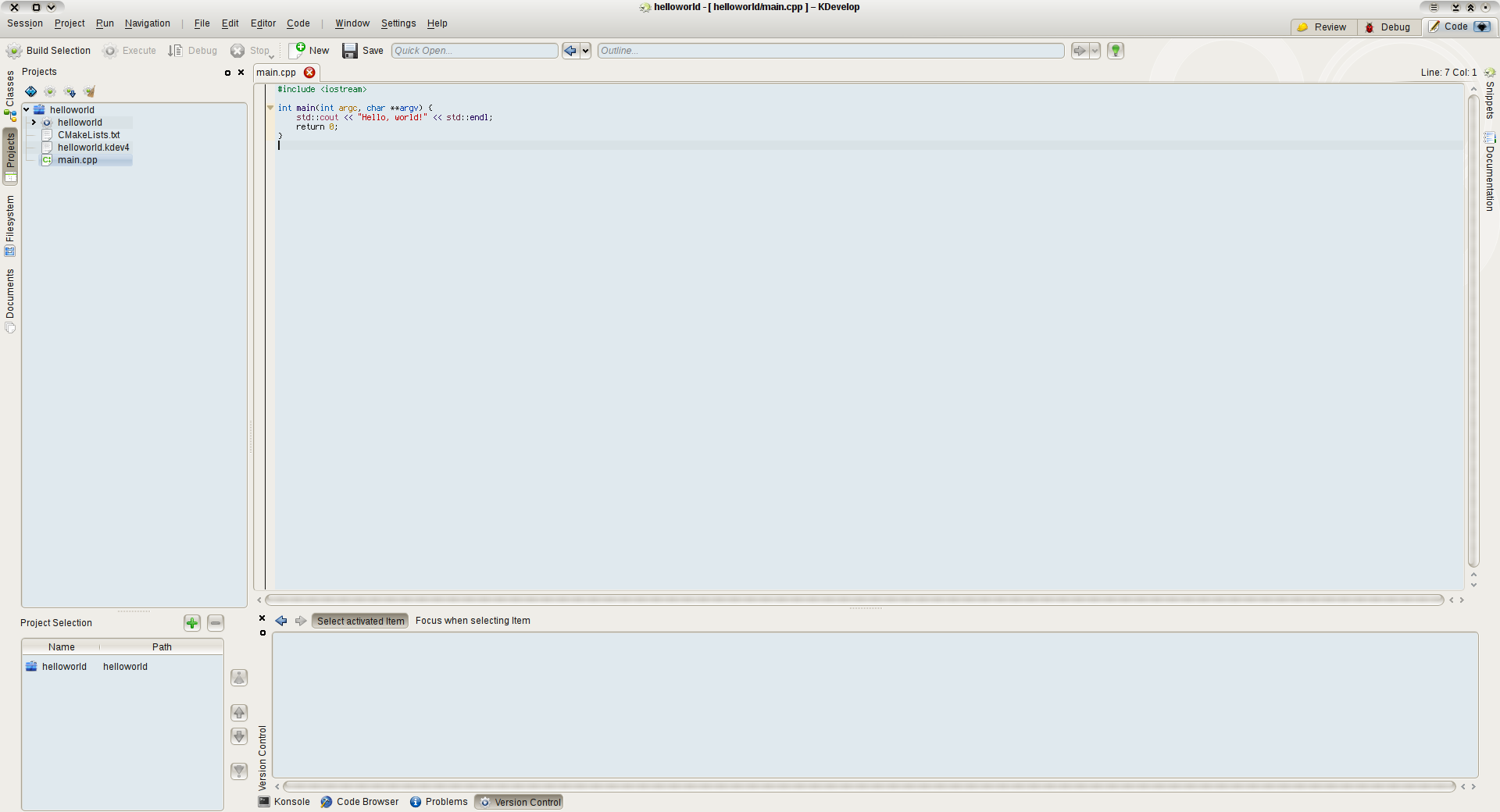
KDevelop

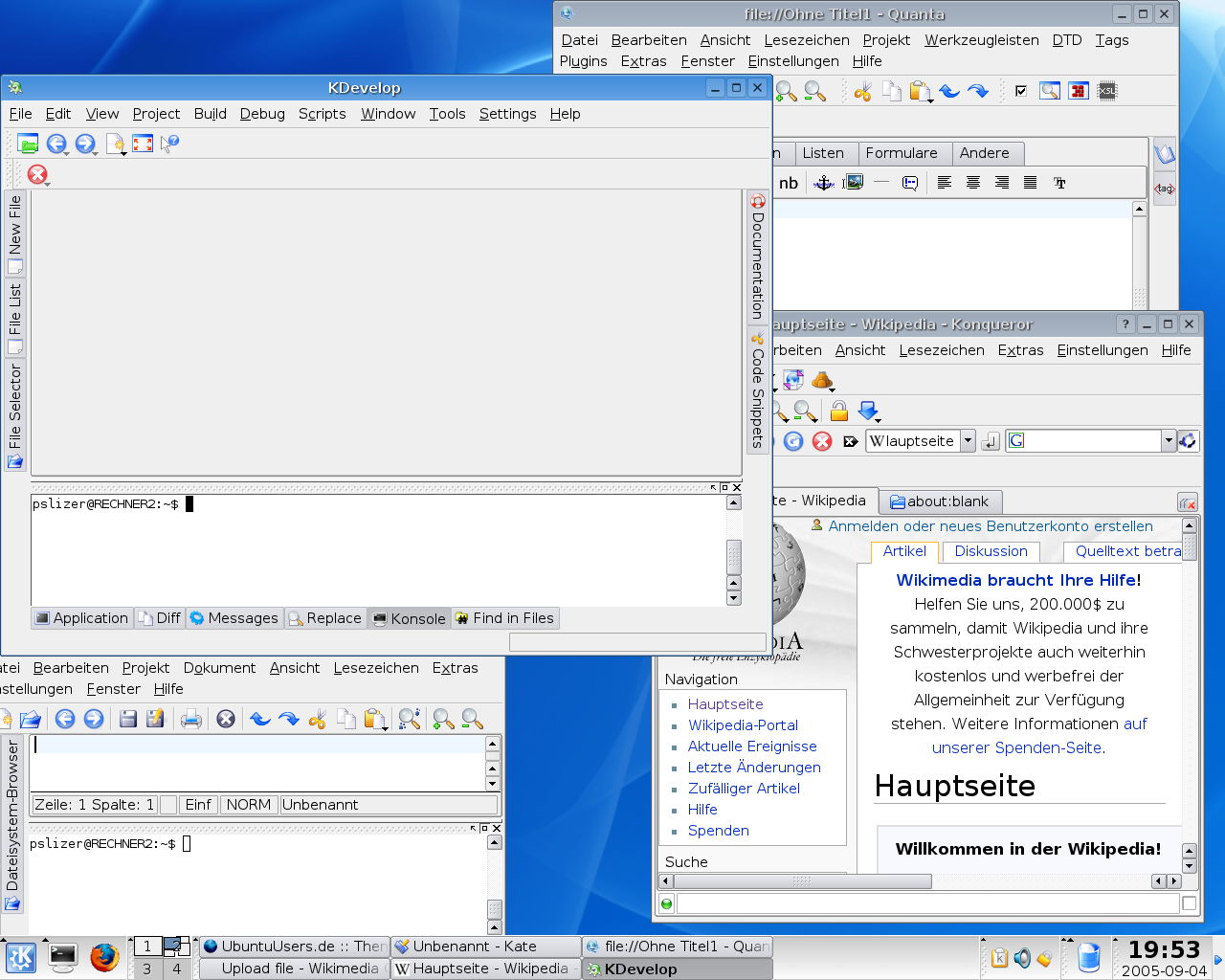
KDevelop onder Kubuntu

KDevelop is een vrije IDE voor C, C++, Python, QML/JavaScript en PHP voor Linux en andere Unix-besturingssystemen. KDevelop 3.0 was een volledig herschreven versie in vergelijking met KDevelop 2. Het programma verscheen samen met KDE 3.2 in februari 2004. KDevelop is uitgebracht onder de GPL. Ook TDE ontwikkelt het programma, maar dan onder de naam TDevelop.
KDevelop bevat geen eigen compiler, in plaats daarvan maakt het gebruik van de GNU Compiler Collection (GCC) en/of andere compilers om uitvoerbare code te maken.

## Mogelijkheden
KDevelop gebruikt een ingesloten teksteditorcomponent via de KPart-technologie. De standaardeditor is KDE Advanced Text Editor. Deze lijst bevat enkele kenmerken van KDevelop zelf, veel andere opties zijn specifiek aan de editorcomponent zelf, zie daarvoor het artikel over Kate.
- Broncode-editor met syntaxiskleuring en automatisch inspringen (Kate).
- Projectmanagement voor verschillende projecttypes, zoals Automake, qmake voor Qt-gebaseerde projecten en Ant voor Java-gebaseerde projecten.
- Klassebrowser.
- Front-end voor de GNU Compiler Collection.
- Front-end voor de GNU Debugger.
- Wizards voor het genereren en updaten van klassedefinities en framework voor applicaties.
- Automatische aanvulling van code (voor C en C++).
- Ingebouwde ondersteuning voor Doxygen.
- Ondersteuning voor CVS.

KDevelop 3 heeft een architectuur die volledig op plug-ins is gebaseerd. Wanneer een ontwikkelaar een verandering maakt, hoeft enkel de plug-in opnieuw gecompileerd te worden. Er is ook een mogelijkheid om verschillende profielen bij te houden, die elk bepalen welke plug-ins geladen moeten worden. De huidige versie ondersteunt meerdere programmeertalen, zoals Ada, Bash-scripts, Fortran, Java, Pascal, Perl, Python, Ruby en SQL, boven op de ondersteuning voor C en C++ en verschillende omgevingen zoals KDE, GNOME en andere technologieën zoals Qt, GTK+ en wxWidgets.
Voor C en C++ is automatische code-aanvulling beschikbaar. Symbolen worden bijgehouden in een Berkeley DB-bestand om ze snel op te zoeken, zonder dat de code opnieuw geparset moet worden. De geïntegreerde debugger laat toe om grafisch te debuggen met breakpoints en backtraces. Dit werkt zelfs met dynamisch geladen plug-ins.
Snel openen van bestand laat toe om snel te navigeren tussen bestanden.
Op dit moment bestaan er 50 tot 100 plug-ins voor de ontwikkelomgeving. Belangrijke zijn persistente code-bladwijzers over heel het project heen, automatische woordaanvulling dat snel tekst uitbreidt, herformatteren van code naar een bepaalde stijl voor die wordt opgeslagen, zoeken/vervangen doorheen het hele project om te helpen bij refactoring, enz...